# Kromatografija
Kromatografija (od grč. χρώμα:chroma, boja i γραφειν:grafein pisati) je zbirni naziv za grupu laboratorijskih tehnika za razdvajanje smjesa. Ona uključuje kretanje ispitivane smjese, otopljene u "mobilnoj fazi", kroz "stacionarnu fazu", čime se dijelovi smjese razdvajaju i izoliraju, te ih je moguće analizirati i kvantitativno odrediti.
Kromatografija može biti analitička i pripremna. Pripremna kromatografija se bavi razdvajanjem komponenti iz smjese radi dalje obrade, te se može smatrati metodom pročišćavanja. U analitičkoj kromatografiji se obično radi s malim uzorcima te se pokušava izmjeriti relativni omjer komponenti u smjesi.
Kromatografija je jedna od vodećih analitičkih metoda i omogućava razdvajanje i kvantitativno određivanje tvari veoma slične strukture i kemijskih osobina.
Pod kromatografijom se podrazumijevaju metode razdvajanja koje se zasnivaju na različitoj raspodjeli komponenata uzorka između dvije faze, od kojih je jedna nepokretna (stacionarna), a druga pokretna (mobilna) u odnosu na prvu.

## Povijest
Prvu kromatografsku tehniku je izumio ruski botaničar Mihail Cvet 1900. godine tijekom svojega istraživanja klorofila. Rabio je stakleni stupac koji je sadržavao kalcijev karbonat da bi razdvojio biljne pigmente. Ovu je metodu opisao 30. prosinca 1901. godine na 11. Kongresu naturalista i doktora (rus. "XI съезд естествоиспытателей и врачей") u Sankt-Peterburgu. Zanimljivo je da Mihailovo prezime "Tsvet" na ruskom jeziku znači boja, tako da je moguće da je kromatografiju nazvao po svojemu prezimenu.
Godine 1952. britanski su znanstvenici Archer John Porter Martin i Richard Laurence Millington Synge dobili Nobelovu nagradu za kemiju za svoje otkriće particijske kromatografije. Od tada se kromatografija brzo razvija. Znanstvenici su ubrzo otkrili da se osnove Tsvetove kromatografije mogu primijeniti na različite načine i u različitim inačicama. Istodobno, poboljšane su i unaprijeđene tehničke performanse kromatografije, omogućavajući razdvajanje veoma sličnih molekula.

## Pojmovi u kromatografiji
- Analit je tvar koja se razdvaja u kromatografiji.
- Analitička kromatografija se koristi za određivanje prisutnosti i koncentracije analita u uzorku.
- Kromatogram je grafičkii prikaz rezultata kromatografskog postupka. Svakoj tvari odgovara određeni vrh na kromatogramu.
- Kromatograf je uređaj za kromatografiju.
- Eluent je komponenta separacijskog sustava koja pokreće uzorak kroz stupac.
- Efluent je sveukupna mobilna faza koja izlazi iz stupca.[2]
- Mobilna faza je faza koja se kreće u određenom pravcu. Može biti tekuća (eng. Liquid Chromatography - LC) ili plinovita (Gas Chromatography - GC). Mobilna faza se kreće kroz stupac noseći uzorak koji se razdvaja.
- Pripremna kromatografija služi za pročišćavanje tvari za određene svrhe (ne za analizu).
- Retencijsko vrijeme je vrijeme za koje analit prođe kroz kromatografski sustav u određenim usvjetima.
- Stacionarna faza je tvar koja je fiksirana u stupcu (GC i LC) ili ploči (npr. silikagel u TLC), na čijoj se površini određeno vrijeme zadržavaju tvari koje se razdvajaju.

## Klasifikacija kromatografskih metoda
Kromatografske metode je moguće podijeliti prema različitim kriterijima: prema fizičkom stanju faza, prema fizikalno-kemijskim fenomenima koji se dešavaju prilikom razdvajanja (mehanizmu razdvajanja), itd.

### Podjela prema fizičkom stanju faza
- Tekućinska kromatografija:
  - Adsorpcijska (tekuće/čvrsto), npr. TLC, HPLC
  - Ionska
  - Ekskluzijska
  - Particijska (tekuće/tekuće)
- Plinska kromatografija:
  - plinsko/tekuće
  - plinsko/čvrsto
- Superkritična fluidna kromatografija

### Podjela prema obliku sustava
- Kromatografija na stupcu
- Planarna kromatografija, npr. TLC

### Podjela prema mehanizmu razdvajanja
- Ionoizmjenjivačka (ionska) kromatografija
- Ekskluzijska kromatografija

## Tehnike

### Plinska kromatografija
Plinska kromatografija (eng. Gas Chromatography - GC) je metoda razdvajanja i detekcije hlapljivih organskih spojeva i nekih anorganskih plinova iz smjese. GC je nastala 1950. godine i danas se razvila u jednu od temeljnih tehnika u kemijskoj analizi.
U GC dolazi do particioniranja plinskog uzorka između inertnog plina kao mobilne faze i tekuće ili čvrste stacionarne faze. Uređaj za GC se naziva plinski kromatograf. Kao mobilna faza (plin nosač) najčešće se upotrebljavaju helij, dušik, vodik ili smjesa argona i metana. Izbor plina ovisi od uzorka i detektora, a najviše se koristi helij. Uzorak se unosi pomoću injektora (ručnog ili automatskog) i nošen plinom prelazi u stupac. Stupci za GC koji su se u početku koristili su tzv. pakoirani stupci. Danas su u uporabi kapilarni stupci, zbog bolje učinkovitosti razdvajanja. Unutarnji zidovi kapilarnog stupca su presvučeni čvrstim poroznim materijalom ili viskoznom tekućinom. U GC se koristi više vrsta detektora, čiji se izbor vrši na osnovi komponente koja se analizira.

### Tekućinska kromatografija
Tekućinska kromatografija (eng. Liquid Chromatography - LC) je razdvajanje tvari na osnovi razmještanja između čvrste stacionarne faze i tekuće mobilne faze. Postoje dvije vrste LC: klasična i LC visoke djelotvornosti (HPLC). Klasična LC koristi velike stupce, duljine i do 50 cm, pakirane poroznim materijalom, a mobilna faza prolazi gravitacijski, pa je stoga mali protok i metoda nije posebno učinkovita. HPLC je suvremenija analitička tehnika kod koje se mobilna faza dovodi pomoću pumpe. Uzorak se ubacuje pomoću ručnog ili automatskog injektora. Stupci za HPLC su punjeni silikatnim ili polimernim materijalom. Postoji više vrsta detektora za HPLC. Najčešće se koristi UV-VIS detektor, a osim njega i fotodiodni, fluorescentni, elekrokemijski i drugi.
Na osnovi polarnosti razlikuje se LC na normalnim i obrnutim fazama.  Razdvajanje na normalnim fazama podrazumijeva da je stacionarna faza polarna (npr. silikatna), a mobilna faza nepolarna (npr heksan). Kod razdvajanja na obrnutim fazama stacionarna faza je nepolarna (npr. C-18 ugljikovodici), a mobilna faza polarna (npr. voda i metanol).

### Tankoslojna kromatografija
Tankoslojna kromatografija (eng. Thin Layer Chromatography - TLC) koristi tanki sloj (0.10 – 0.25 mm) adsorbcijskog materijala (silikagela, aluminijevog oksida, celuloze) nanijetog na čvrsti nosač od stakla, aluminija ili plastike. Uzorak otopljen u odgovarajućem otapalu se nanosi u vidu mrlje na jednu stranu ploče, na udaljenosti 1 cm od ruba. Ploča se unosi u komoru na čijem se dnu nalazi otapalo koje kapilarnim silama prolazi kroz adsorbens noseći sa sobom komponente uzorka, koje se kreću do određene udaljenosti na ploči. Zbog različitog afiniteta, komponente se zaustavljaju na različitim mjestima na ploči, što omogućava njihovu identifikaciju (razvijanjem boje ili promatranjem pod UV lampom).

### Ionoizmjenjivačka kromatografija
Ionoizmjenjivačka kromatografija (eng. Ion Exchange Chromatography - IEC) ili ionska kromatografija je tehnika koja ima mnoge sličnosti s HPLC tehnikom. Kao stacionarna faza koriste se umrežene polimerne smole (najčešće polistirenske smole, umrežene pomoću divinil-benzena), na koje su kovalentno vezane ionske funkcionalne grupe. Te grupe su neutralizirane ionima suprotnog naboja i mogu biti zamijenjeni ionima koji su prisutni u ispitivanom uzorku. Ovisno od afiniteta, ioni će se različito vrijeme zadržavati na stacionarnoj fazi, što omogućava njihovo razdvajanje. Ionoizmjenjivač općenito potiče vezanje iona većeg naboja i manjeg radijusa. Kao mobilna faza najčešće se upotrebljavaju tamponi.

### Kromatografija isključenjem
Kromatografija isključenjem je metoda kod koje se separacija komponenata vrši na temelju veličine čestica. Kao stacionarna faza koriste se porozni materijali (silikagel ili polimerne smole). Manje čestice mogu ući u pore stacionarne faze i zadržavaju se dulje vrijeme. Veće čestice koje su prisutne u uzorku ne mogu ući u pore i eliuraju se prije. Ova vrsta kromatografije se naziva još i gel-filtracija. Engleski naziv je size exclusion chromatography, pa se koristi akronim SEC. Ova metoda je pogodna za razdvajanje bjelančevina.

### Superkritična fluidna kromatografija
Superkritična fluidna kromatografija (eng. Supercritical Fluid Chromatography - SFC) je metoda kod koje je mobilna faza plin na temperaturi i tlaku iznad kritičnih vrijednosti (pod ovim uvjetima mobilna faza je superkritični fluid). Superkritični fluidi imaju viskoznost sličnu plinovima, pa lako prolaze kroz kapilarne i pakirane stupce bez potrebe za visokim tlakom kao kod HPLC metode. Gustoća superkritičnih fluida je slična tekućinama, pa se ponašaju kao otapala. Najčešće se koristi CO2. Njegova kritična temperatura je 31 °C i kritični tlak 72.9 atm što se relativno lako postiže.

## Vanjske poveznice
1. Justchromatography  Arhivirana inačica izvorne stranice od 22. kolovoza 2013. (Wayback Machine)
2. IUPAC Nomenclature for Chromatography
3. Library 4 Science
4. A guide to HPLC  Arhivirana inačica izvorne stranice od 7. veljače 2006. (Wayback Machine)
5. Gas Chromatography